# Tetragnatha caudicula
Tetragnatha caudicula este o specie de păianjeni din genul Tetragnatha, familia Tetragnathidae. A fost descrisă pentru prima dată de Karsch, 1879. Conform Catalogue of Life specia Tetragnatha caudicula nu are subspecii cunoscute.

## Galerie

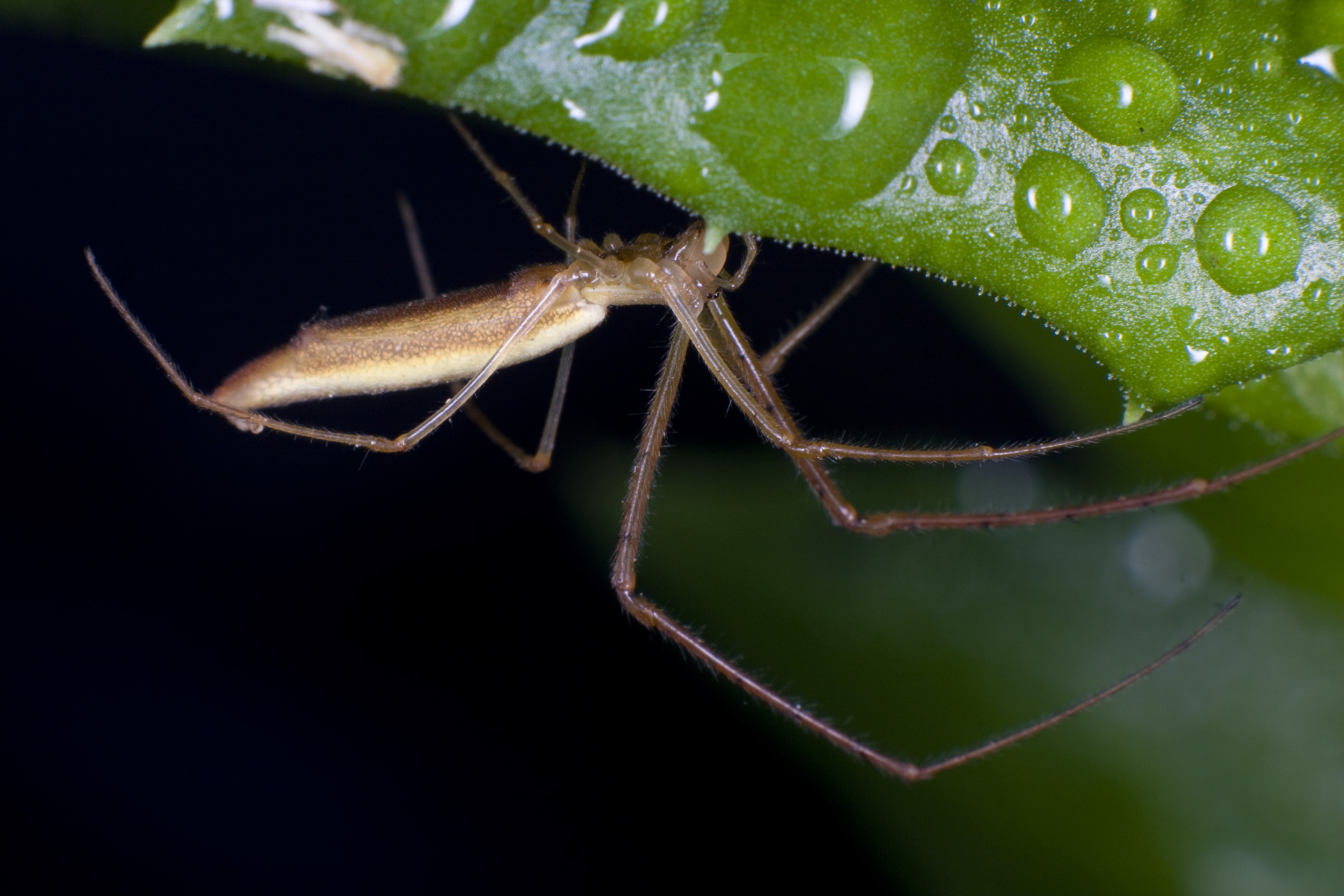